# Gotna vas
Gotna vas este o localitate din comuna Novo mesto, Slovenia.